# Cortevaix
Cortevaix é uma comuna francesa na região administrativa de Borgonha-Franco-Condado, no departamento Saône-et-Loire. Estende-se por uma área de 10,63 km². Em 2010 a comuna tinha 258 habitantes (densidade: 24,3 hab./km²).